# Walker (album)
| Recensione | Giudizio |
| ---------- | -------- |
| AllMusic   | [ 1 ]    |

Walker è la colonna sonora di Joe Strummer per il film Walker - Una storia vera di Alex Cox. Fu pubblicata dalla Virgin Movie Music nel 1987, anno in cui uscì nelle sale cinematografiche anche il film. L'edizione rimasterizzata del 2005 della Astralwerks contiene tre bonus track.

## Il disco
È il primo disco accreditato al musicista inglese, dopo che nel 1985 i Clash si erano sciolti, ed è una sorpresa per gli appassionati del gruppo; le atmosfere che caratterizzano Walker non sono quelle del punk rock dei Clash ma un insieme di generi di musica latina che vanno dalla salsa alla samba al Tex-Mex alla musica dei mariachi ecc. Tutti i brani sono strumentali ad eccezione di The Unknown Immortal, Tennessee Rain e Tropic of No Return. Dal disco sono stati tratti i singoli Filibustero del 1987 e Tennessee Rain del 2005.
Strummer aveva già composto musica per le colonne sonore dei film Sid & Nancy e Diritti all'inferno dello stesso Cox, ma i dischi non poterono essergli attribuiti perché aveva scritto solo una parte dei brani. Strummer recitò anche un cameo nel film Walker.

## Accoglienza
Mark Deming di Allmusic ha scritto che Walker è anomalo come disco di Strummer, ma è amabile e coinvolgente, aggiungendo che l'artista avrebbe potuto diventare tra i migliori compositori di colonne sonore se avesse continuato a scriverne. Secondo Ben Sachs del Chicago Reader, la colonna sonora è una delle cose migliori del film.

## Tracce
Tutti i brani sono scritti da Joe Strummer.
1. Filibustero (strumentale) – 3:57
2. Omotepe (strumentale) – 3:46
3. Sandstorm (strumentale) – 1:56
4. Machete (strumentale) – 3:04
5. Viperland (strumentale) – 2:40
6. Nica Libre (strumentale) – 3:15
7. Latin Romance (strumentale) – 3:52
8. The Unknown Immortal – 3:45
9. Musket Waltz (strumentale) – 2:38
10. The Brooding Side of Madness (strumentale) – 3:02
11. Tennessee Rain – 2:54
12. Smash Everything (strumentale) – 3:21
13. Tropic of No Return – 3:09
14. Tropic of Pico (strumentale) – 4:26

Bonus track nell'edizione rimasterizzata del 2005
1. Straight Shooter (strumental e) – 1:44
2. Brooding Six (strumentale) – 5:16
3. Filibustero (Feestyle Mix) (strumentale) – 3:50

## Musicisti
- Joe Strummer - voce, arrangiamento di strumenti ad arco e fiati
- Zander Schloss - chitarra, charango, vihuela, banjo, Guitarrón, tambora, arrangiamento delle chitarre
- Rebecca Mauleon - piano, organo
- Michael Spiro - congas, bongos, timbales, percussioni
- Rich Girard - basso
- Richard Zobel - armonica, voce, mandolino, banjo
- Mary Fettig - sassofoni e flauto
- Dick Bright - violini
- Michael Hatfield - marimba, vibrafono, tastiere
- David Bendigkiet - tromba
- John Worley - tromba
- Dean Hubbard - trombone
- John Tenney - violino
- Dean Franke - violino
- Susan Chan - viola
- Stephen Mitchell - rullante
- Dan Levin - fast piano
- Sam Lehmer - special SFX, grancassa